# اسکاکاواچ (سارایوو)
اسکاکاواچ (به لاتین: Skakavac) یک آبشار و یادمان طبیعی در بوسنی و هرزگوین است که در کانتون سارایوو واقع شده‌است.